# Wortschatz-Portal der Universität Leipzig
Das Wortschatz-Portal ist eine Webseite der Universität Leipzig, die zurzeit (5. August 2022) u. a. „969 korpusbasierte monolinguale Wörterbücher in 292 Sprachen“ kostenlos online zur Verfügung stellt. Zum deutschen Wortschatz werden u. a. folgende Angaben gemacht:
- Häufigkeit der Verwendung / des Vorkommens des jeweiligen Wortes in über 30 Millionen Sätzen deutschsprachigem Zeitungstext (Stand August 2022);
- Wortart, zu der das jeweilige Stichwort gehört;
- Sachgebiete, in denen das jeweilige Wort verwendet wird;
- Synonyme;
- Sachgruppen, in die das jeweilige Wort in Franz Dornseiffs Der deutsche Wortschatz nach Sachgruppen einsortiert ist;
- mit Hyperlinks belegte Verwendungsbeispiele für das jeweilige Wort;
- Auflistungen und eine graphische Darstellung dazu, welche Wörter häufig zusammen mit dem jeweiligen Stichwort auftreten.

Das Wortschatz-Portal wurde vom Institut für Informatik in der Abteilung Sprachverarbeitung der Universität Leipzig entwickelt. Es ging aus einem Projekt der DFG hervor, das 1998 begonnen und 2007 abgeschlossen wurde. Es umfasst 6 Millionen Stichwörter und 15 Millionen Sätze.